# Дравецкий, Владимир
Владимир Дравецкий (словац. Vladimír Dravecký; род. 3 июня 1985 года, Кошице, Чехословакия) — словацкий хоккеист, играющий на позиции нападающего.

## Карьера
Воспитанник хоккейной школы ХК «Кошице». Выступал за ХК «Кошице», ХК «Требишов», ХК «Прешов», ХКМ «Гуменне», «Манчестер Монаркс» (АХЛ), «Рединг Роялс» (ECHL), «Югра» (Ханты-Мансийск), «Молот-Прикамье» (Пермь), «Слован» (Братислава), «Эспоо Блюз», с сезона 2014/15 играет за чешский «Оцеларжи» (Тршинец)
В чемпионатах Словакии — 331 матч, 168 очков (76+92), в плей-офф — 75 матчей, 48 очков (31+17).
В чемпионатах Чехии — 273 матча, 132 очка (55+77), в плей-офф — 64 матча, 23 очка (9+14).
В КХЛ — 31 матч, 6 очков (1+5). В ВХЛ — 8 матчей, 2 очка (1+1).
В чемпионатах Финляндии — 13 матчей, 8 очков (4+4).
В АХЛ — 111 матчей, 36 очков (9+27). В Хоккейной лиге Восточного побережья — 26 матчей, 24 очка (4+20), в плей-офф — 6 матчей, 1 очко (0+1).
В Лиге чемпионов — 30 матчей, 12 очков (4+8). На Кубках Шпенглера — 6 матчей, 1 очко (0+1).
В составе национальной сборной Словакии провел 72 матча (13 голов, 20 передач): участник чемпионата мира 2010 (6 матчей, 0+0), 2015 (7 матчей, 1+5), 2016 (7 матчей, 0+2), 2017 (7 матчей, 0+4). В составе юниорской сборной Словакии стал серебряным призёром чемпионата мира 2003 (7 игр, 0+3).

## Достижения
- Чемпион Словакии (2010, 2011)
- Чемпион Чехии (2019)
- Серебряный призёр чемпионата мира среди юниоров (2003)
- Серебряный призёр чемпионата Чехии (2015, 2018)
- Серебряный призёр чемпионата Словакии (2012)
- Бронзовый призёр чемпионата Словакии (2007)